# Berlage (cràter)
Berlage és un antic cràter d'impacte lunar que es troba en l'hemisferi sud de la cara oculta de la Lluna. El cràter més petit Bellinsgauzen està unit al seu bord nord, i Cabannes es troba a menys d'un diàmetre del cràter cap al nord-oest. Al nord-est de Berlage s'hi troba el Lemaître.

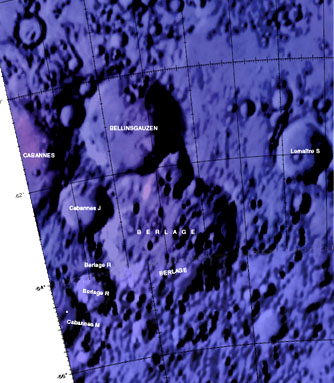
Localització de Berlage

Aquesta formació és infreqüent per l'alta densitat de petits cràters d'impacte que es troben en tot l'interior i al llarg de la vora, sobretot en la meitat nord. El cràter està molt erosionat, i el seu perfil original s'ha desgastat amb el pas del temps. Una combinació de tres petits cràters s'estén més enllà del bord nord, a l'extrem oriental del perímetre on Berlage s'uneix a Bellinsgauzen.

## Cràter satèl·lit
Per convenció aquests elements són identificats en els mapes lunars posant la lletra en el costat del punt mitjà del cràter que està més prop de Berlage.
|         | \| Berlage \| Coordenades \| Diàmetre \| \| ------- \| ---------------------------------------- \| -------- \| \| R \| 64° 05′ S, 167° 31′ O / 64.09°S,167.52°O \| 27 km \| |          |
| Berlage | Coordenades | Diàmetre |
| R       | 64° 05′ S, 167° 31′ O / 64.09°S,167.52°O | 27 km    |